# A Good Heart
A Good Heart ist ein Lied, das von der US-amerikanischen Sängerin Maria McKee geschrieben wurde und 1985 mit dem Interpreten Feargal Sharkey ein großer Hitparadenerfolg war.

## Hintergrund
Den Text schrieb die damals 19-jährige Maria McKee. Im Lied wird McKees gescheiterte Beziehung mit dem Musiker Benmont Tench thematisiert, Gründungsmitglied und Keyboarder von Tom Petty & The Heartbreakers, der zu dieser Zeit mit McKees Band Lone Justice auftrat.
Erst 2007 erschien eine von McKee eingesungene Version ihres eigenen Titels auf dem Album Late December.

## Version von Feargal Sharkey
Weltweit bekannt wurde der Titel durch die Interpretation von Feargal Sharkey. Produziert wurde der Titel von David A. Stewart, dem musikalischen Kopf der Eurythmics. Sharkeys Version stand Ende 1985 zwei Wochen lang auf Platz eins der britischen Charts und belegte Anfang 1986 ebenfalls die Spitzenposition in Australien, Neuseeland und den Niederlanden. In zahlreichen anderen Ländern, unter anderem Deutschland, der Schweiz oder Kanada, erreichte der Titel die Top Ten.

## Rezeption
Das Lied You Little Thief, geschrieben von Benmont Tench, gilt als dessen Antwort auf A Good Heart. Der Titel wurde ebenfalls von Feargal Sharkey eingesungen und erreichte die Top 5 in Großbritannien und Australien.

## Kommerzieller Erfolg

### Chartplatzierungen
| ChartsChartplatzierungen       | Höchstplatzierung | Wochen |
| ------------------------------ | ----------------- | ------ |
| Deutschland (GfK)              | 4 (15 Wo.)        | 15     |
| Österreich (Ö3)                | 13 (6 Wo.)        | 6      |
| Schweiz (IFPI)                 | 3 (10 Wo.)        | 10     |
| Vereinigte Staaten (Billboard) | 74 (6 Wo.)        | 6      |
| Vereinigtes Königreich (OCC)   | 1 (16 Wo.)        | 16     |

| ChartsJahrescharts (1985)    | Platzierung |
| ---------------------------- | ----------- |
| Vereinigtes Königreich (OCC) | 8           |

| ChartsJahrescharts (1986) | Platzierung |
| ------------------------- | ----------- |
| Deutschland (GfK)         | 41          |

### Auszeichnungen für Musikverkäufe
| Land/Region                  | Auszeichnungen für Musikverkäufe (Land/Region, Auszeichnung, Verkäufe) | Verkäufe |
| ---------------------------- | ---------------------------------------------------------------------- | -------- |
| Kanada (MC)                  | Gold                                                                   | 50.000   |
| Niederlande (NVPI)           | Gold                                                                   | 75.000   |
| Vereinigtes Königreich (BPI) | Gold                                                                   | 500.000  |
| Insgesamt                    | 3× Gold ·                                                              | 625.000  |